# Ksabi
Ksabi là một đô thị thuộc tỉnh Béchar, Algérie. Dân số thời điểm năm 2002 là 2.656 người.